# John Francis Bloxam
John Francis Bloxam (1873-1928) fue un sacerdote anglocatólico y escritor inglés perteneciente al grupo de los poetas uranistas. Estudió en el Exeter College de la Universidad de Oxford. 
Es conocido por haber escrito, en junio de 1894, el relato titulado El sacerdote y el acólito (The Priest and the Acolyte), que apareció en la revista Chameleon: a Bazaar of Dangerous and Smiling Chances en diciembre del mismo año, en la que Bloxam se desempeñaba como editor. La historia, que narra el amor entre un joven sacerdote, recién graduado del seminario, y un acólito de quince años, y que termina con el suicidio de ambos, generó un gran escándalo en la sociedad victoriana inglesa.
Bloxam también escribió un poema titulado Una hora de verano (A Summer Hour), centrado también en el tema de la pedofilia, que apareció en la revista The Artist en octubre de 1894. La revista Chameleon también incluyó el poema de Lord Alfred Douglas titulado Dos amores (Two Loves), que fue incluido en el proceso de juicio contra Oscar Wilde por homosexualidad.